# Вулиця Коцюбинського (Львів)
Ву́лиця Коцюби́нського — вулиця у Галицькому районі міста Львова, в місцевості Цитадель. Сполучає вулиці Вітовського та Грабовського та є уявним продовженням вулиці Грабовського.
Прилучаються вулиці Драгоманова, Кирила і Мефодія.

## Історія
Первісна забудова у районі сучасної вулиці Михайла Коцюбинського, яка припадає на період кінця XVIII століття, на жаль, не збереглася. Найбільших змін топографія місцевості у районі вул. Коцюбинського зазнала у середині XIX століття, під час зведення потужних фортифікацій львівської Цитаделі. І як зазначають дослідники: «Узгір'я ці на той час були вкриті садами та городами, серед яких стояли численні будинки і навіть двори, які належали багатому львівському патриціату».
Найдавніша назва походить від 1863 року — Вонвозова (пол. wąwóz — ущелина, яр) виникла від того, що дорога проходила яром поміж двома горами. З плином часу із повсякденного вжитку зникла стара назва, а їй на заміну прийшла нова. Так з 1886 року до вересня 1941 року ця вулиця мала назву на честь відомого економіста та поважного львів'янина Юзефа Супінського. Супінський помер у 1893 році, а вулицю на його честь назвали ще за його життя. Під час німецької окупації — з вересня 1941 року до липня 1944 року вулиця мала назву Гартунггассе (нім. Hartunggasse — дорога у яру). У липні 1944 року їй повернули стару назву — вулиця Супінського, а вже у грудні того ж року вулиця отримала свою сучасну назву на честь видатного українського письменника та громадського діяча Михайла Коцюбинського.
Архітектурний ансамбль вулиці формувався наприкінці XIX — першій половині XX століття. Тут представлено архітектурні стилі — класицизм, історизм, сецесія та конструктивізм. Забудова верхньої частини вулиці вирізняється пізнішими будинками, зведеними в стилі функціоналізму. Декілька будинків на вулиці внесені до реєстру пам'яток архітектури місцевого значення.

### Будинки
№ 1 — житловий будинок внесений до Реєстру пам'яток архітектури місцевого значення під охоронним № 1274-м.
№ 2 — за Польщі тут містилися телеграфне відділення № 11 та кравецька майстерня С. Смагаж. 
№ 3 — житловий будинок внесений до Реєстру пам'яток архітектури місцевого значення під охоронним № 599-м.
№ 4 — в будинку містився кабінет акушерки Е. Мазуркевич та каменярське підприємство З. Края.
№ 5 — колишній прибутковий будинок, відомий як будинок з каштанами, споруджений 1906 року за проєктом архітектора Л. Цибульського. Тут мешкав археолог Карел Гадачек, родина Фельпелів, зокрема, архітектор Роман Фельпель. Будинок внесений до Реєстру пам'яток архітектури місцевого значення під охоронним № 600-м.
№ 7 — одноповерховий будинок, в якому за Польщі містилася механічна столярня «Марцін Пруґар і син», а також майстерня з виробництва спортивного інвентарю (нарти, луки, стріли, пристосування для гімнастичних залів тощо) Бруно Пруґара. За радянських часів, від 1947 року, тут містилася Музична фабрика народних інструментів промислового об'єднання музичних інструментів «Укрмузпром». Згодом тут містився Науково-дослідний центр аерокосмічної інформації та екологічного моніторингу при Інституті кібернетики ім. Глушкова НАН України. Рішенням ЛМР від 7 грудня 2002 року цій установі було заборонено проводити будь-які будівельні роботи по вул. Коцюбинського, 7. На початку 2002 року НДЦ переїхав на нову адресу — вул. Горбачевського, 19, а земельну ділянку по вул. Коцюбинського, 7 у червні 2002 року надано в користування Карпатському відділенню Інституту геофізики імені С. І. Субботіна НАН України. 2016 року новий власник отримав дозвіл на будівництво багатоквартирного житлового будинку з офісними приміщеннями та підземним паркінгом та розпочав будівельні роботи. У 2018 році стару будівлю частково розібрано, залишилася лише передня стінка будинку. Будівництво самої ж багатоповерхівки не було розпочато через протести мешканців сусідніх будинків, оскільки дозвіл було надано незаконно та сусідні будинки почали руйнуватися. Станом, на 2023 рік «фасад» критичний.
№ 8 — житловий будинок внесений до Реєстру пам'яток архітектури місцевого значення під охоронним № 601-м.
№ 9 — в будинку у міжвоєнний період містилося підприємство з виготовлення свічок Т. Новосельського.
№ 10 — житловий будинок, у якому за Польщі містилася приватна музична школа Яніни Сіберової-Коссовської. Будинок внесений до Реєстру пам'яток архітектури місцевого значення під охоронним № 1275-м.
№ 11, 11а, 13 — колишній професорський будинок або ж колишній житловий комплекс викладачів Львівського університету імені Яна-Казимира, споруджений 1927 року за проєктом архітекторів Мечислава Штадлера та Мар'яна Нікодемовича. Будинки внесені до Реєстру пам'яток архітектури місцевого значення під охоронними № 1276-м, 1601/1-м, 1601/2-м.
№ 15 — чотириповерховий житловий будинок.
№ 19 — триповерховий житловий будинок, зведений у 1905 році. У період між двома світовими війнами він належав родині Пєньондзів. Ініціали одного із них, а саме Антонія Пєньондза, можна і сьогодні ще побачити на склі із сецесійними орнаментом, що збереглось на вхідних дверях сходової клітки. У цьому будинку багато років мешкали дійсні члени НТШ етнограф, фольклорист, мовознавець Володимир Гнатюк та етнограф, перекладач, класичний філолог Осип Роздольський з родиною. За спогадами дружини Осипа Роздольського Ольги Роздольської, опублікованими у книзі «Іван Франко у спогадах сучасників»: «Гнатюки жили тоді у Львові по вулиці, що тепер носить ім'я Коцюбинського. Тут в будинку № 19 він (М. Коцюбинський) зупинявся у Гнатюків. Там я з ним і познайомилась. Це було перед вакаціями. Він приїхав з сином, що був ровесником моєму сину. Коцюбинський мешкав у Гнатюків, а його син — у нас. Потім ми поїхали в Карпати. Літо я прожила в Ясиновій Горішній, а Коцюбинський з Гнатюком — у Криворівні». Описаний візит Михайла Коцюбинського до Львова відбувся у 1910 році, коли письменник повертаючись із Капрі разом з Володимиром Гнатюком відвідали Гуцульщину. По смерті Осипа Івановича тут мешкав його син Роман — відомий політолог, історик, економіст-марксист.
№ 21 — колишній Український академічний дім, споруджений у 1904—1906 роках за проєктом архітекторів Тадея Обмінського та Філемона Левицького в стилі українського модерну. Відомий також під назвою «Дім українських студентів», належав Науковому товариству імені Т. Шевченка і фактично виконував функцію гуртожитку для студентів, які навчалися у львівських вищих школах та був важливим осередком українського студентства у Львові, заснований українською громадськістю при щедрій допомозі Є. Чикаленка — наддніпрянського мецената, відомого публіциста та видавця, про що свідчив надпис золотими літерами на мармуровій пам'ятній таблиці: «Євгенові Чикаленкові, меценатові української академічної молоді, що велів коштом дарованих на побудову Академічного Дому 40 тисяч золотих карбованців уфондувати житловий осередок для студіюючої української молоді в княжому Льва-городі». У листопаді 1928 року під час польського погрому Академічного дому таблиця була знищена. 7 грудня 1930 року, українське студентство в урочистій обстановці та за присутності митрополита Андрея Шептицького на фасаді будинку відкрили пам'ятну таблицю з написом: «На вічну пам'ять великого громадянина Євгена Чикаленка, засновнику цього Дому. Українське студентство. 7.ХІІ.1930». За радянських часів таблиця була знята і лише 1991 року з нагоди 130-річниці з дня народження Є. Чикаленка та з ініціативи ректора львівської академії друкарства Степана Гунька була встановлена нова мармурова таблиця з первісним надписом. Під час капітального ремонту будинку будівельники необачно розтрощили її. 2011 року була встановлена відновлена таблиця Є. Чикаленку.
За цією адресою до 1927 року знаходилася приватна гімназія Сестер Василіянок. За радянських часів, у 1950-х роках тут містився гуртожиток № 1 Львівського поліграфічного інституту, нині у цій будівлі міститься навчальний корпус № 2 Української академії друкарства та кафедри факультету поліграфічного устаткування. 2002 року на фасаді будинку встановлено пам'ятну таблицю Степанові Бандері — видатному українському політичному та військовому діячеві, який мешкав тут у 1929—1930 роках. Будинок внесений до Реєстру пам'яток архітектури місцевого значення під охоронним № 1277-м.
№ 21а — за цією адресою розташований Львівський дошкільний навчальний заклад ясла-садок № 32.
№ 21б — багатоквартирний житловий будинок з підземним паркінгом, збудований у 2004—2005 роках корпорацією «Карпатбуд».
№ 23 — двоповерховий будинок, який у 1924 році перебудовано із старої вілли за проєктом архітектора Євгена Нагірного. В будинку містилося спочатку чотири, пізніше — шість класів «Рідної школи» імені Тараса Шевченка, була також гімнастична зала. У 1931—1932 роках директором школи був М. Дворян. Нині цей будинок перебуває у приватній власності. Будинок внесений до Реєстру пам'яток архітектури місцевого значення під охоронним № 602-м.
№ 26 — на видовженій ділянці під конскрипційним № 147/3 у 1895 році була збудована кам'яниця, попередниця сучасної, у стилі пізнього історизму та належала Леону та Ядвізі Ґіжицьким. На початку 1930-х років ділянка перейшла у власність адвоката Вавжинця Корна, що планував збудувати на цьому місці новий елітний будинок для заможних мешканців — зі зручними помешканнями та з гаражами у подвір'ї. З тильного боку ділянки, яке знаходилося на підвищенні, було заплановано зробити невеличкий парк. Проєкт будинку розробив урядовий будівничий Александер Каплонський, а 19 липня 1938 року магістрат дав дозвіл на будову, згідно з поданим проєктом. До закінчення 1938 року були залиті бетонні фундаменти будинку та гаражів. У 1939 році в проєкт були внесені зміни, що стосувалися часткового перепланування помешкань. Автором додаткового проєкту був архітектор-інженер Юзеф Торн. 1 вересня 1939 року Торн отримав дозвіл на заселення нового будинку, але цього не сталося через початок війни. Будинок внесений до Реєстру пам'яток архітектури місцевого значення під охоронним № 2141-м.
№ 36 — в будівлі містилися дошкільний навчальний заклад № 32 та поліклініка львівського обласного дитячого психоневрологічного диспансеру. У 2020 році Львівська обласна рада продала комплекс будівель диспансеру, в який входять приміщення стаціонару, овочесховища, котельні, гаражу (вул. Драгоманова, 58), а також поліклініки диспансеру.

Світлини вуличної забудови
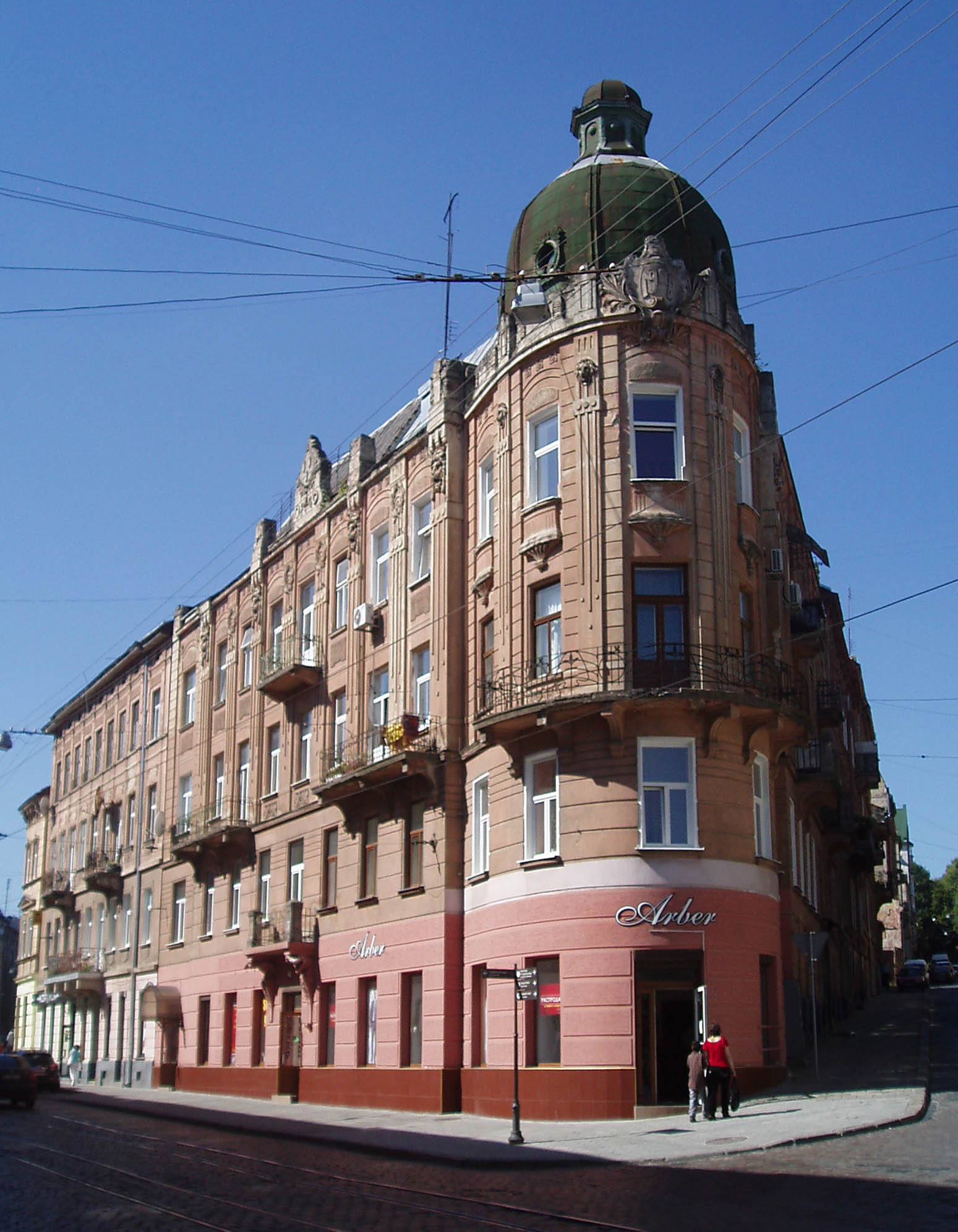
Будинок № 1
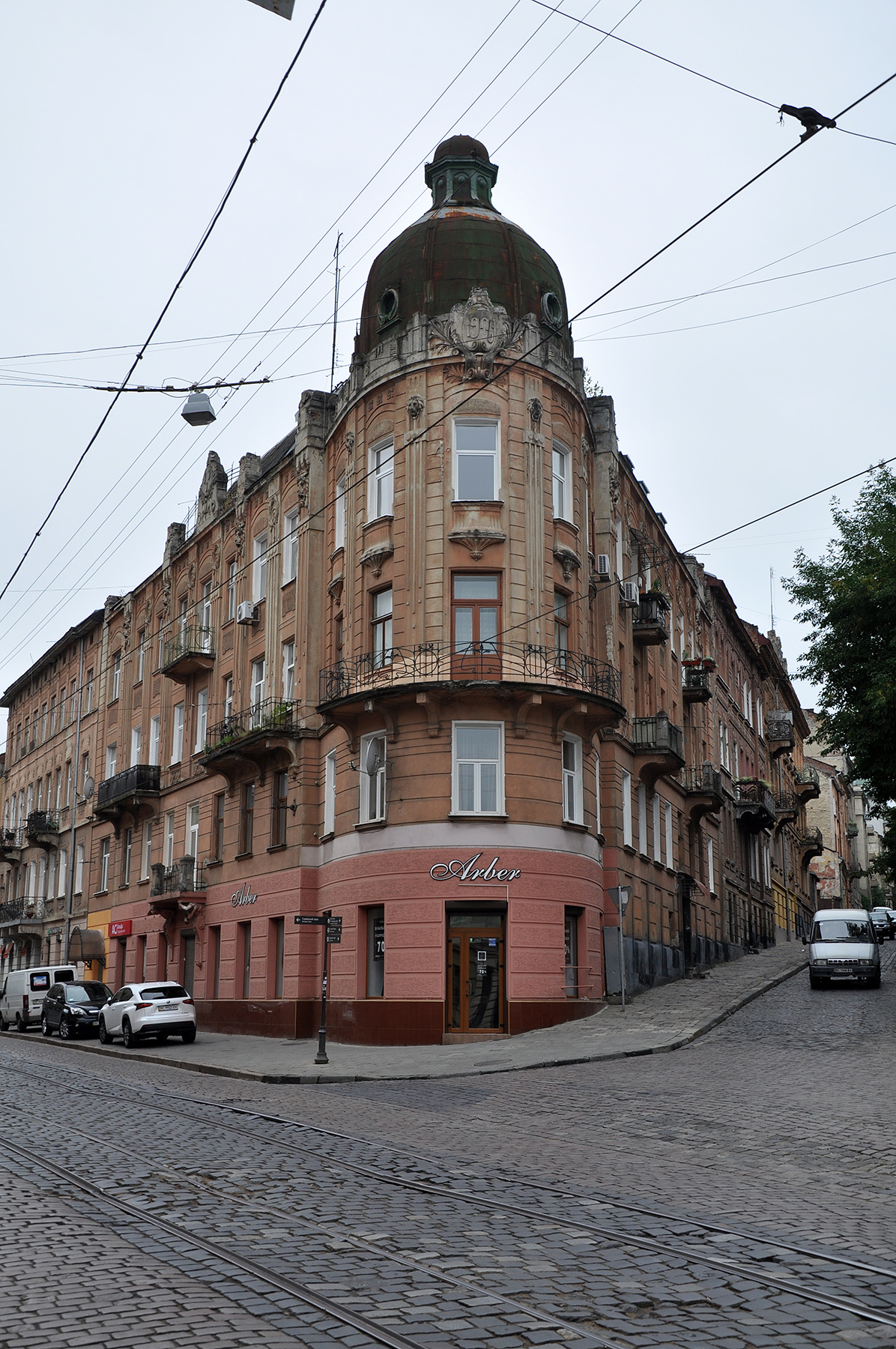
Будинок № 1
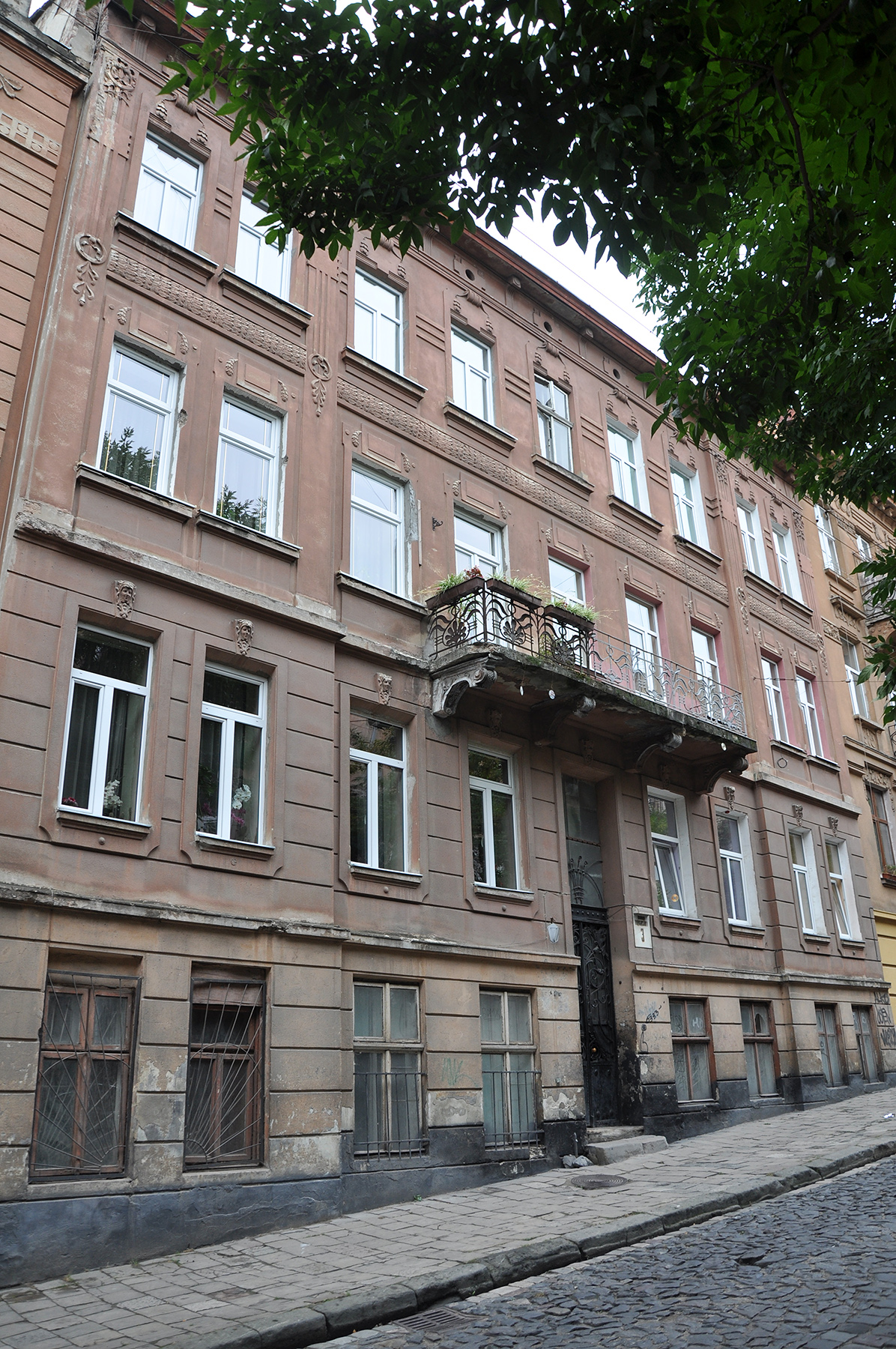
Будинок № 3
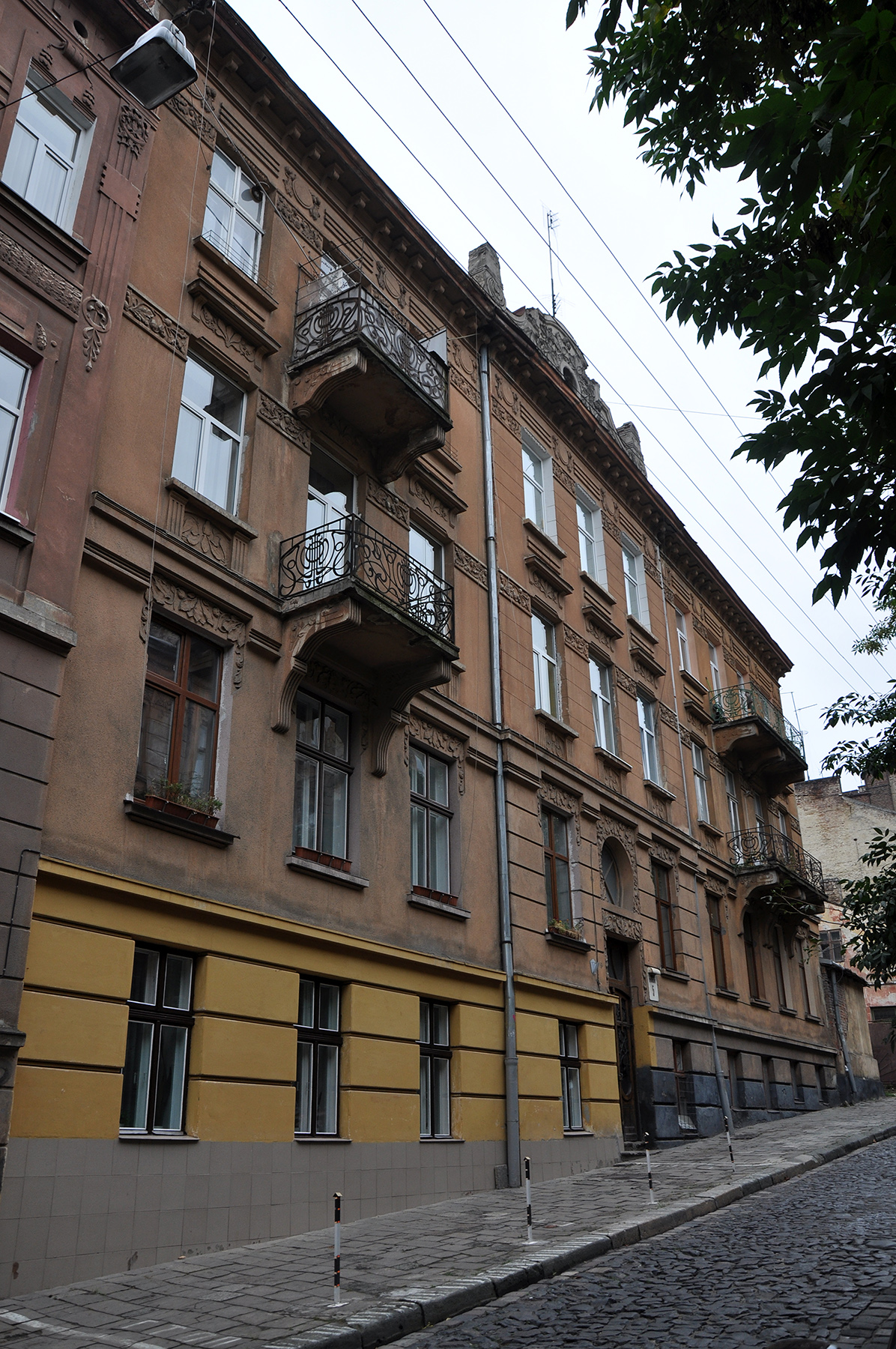
Будинок № 5
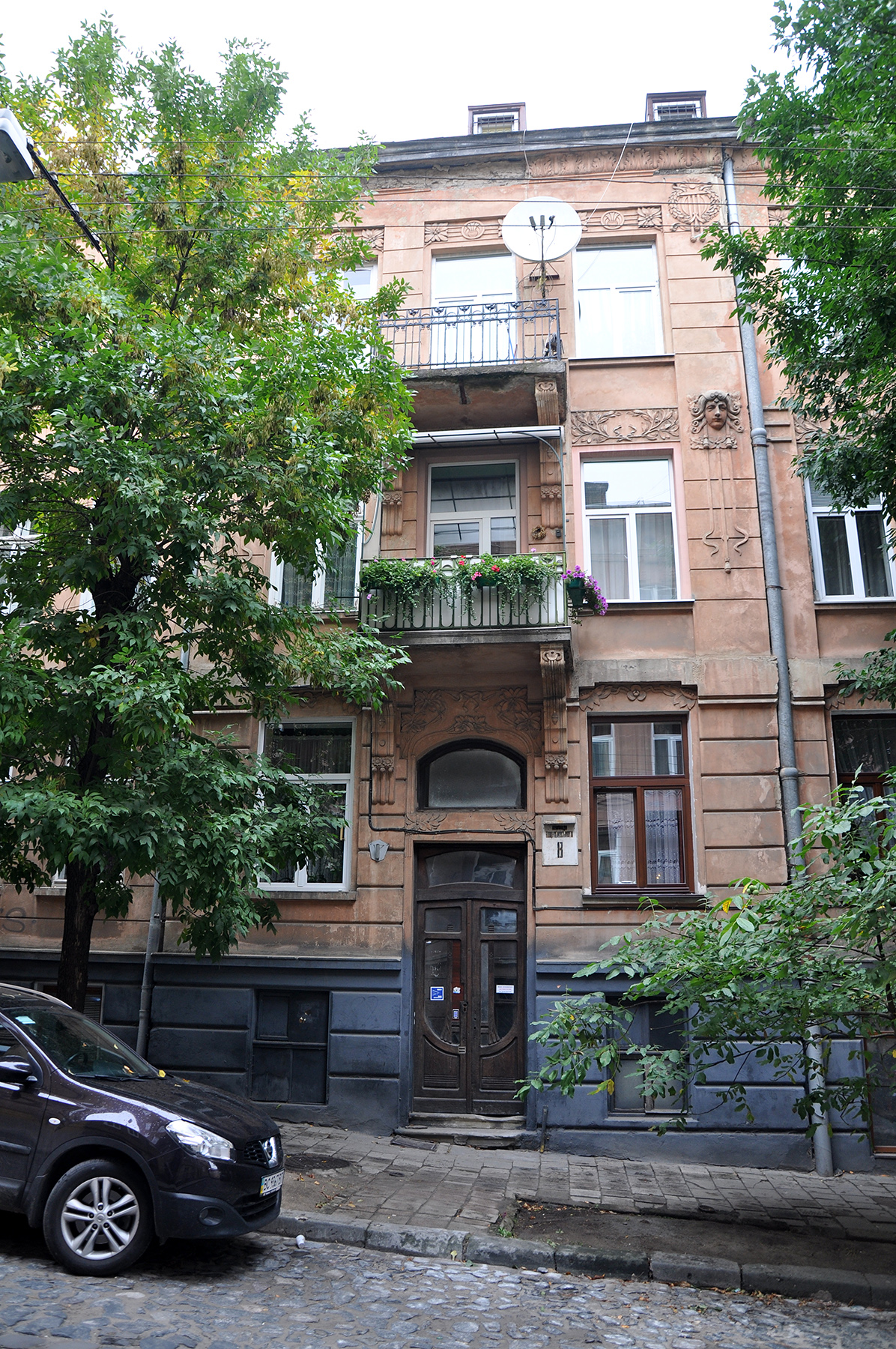
Будинок № 8
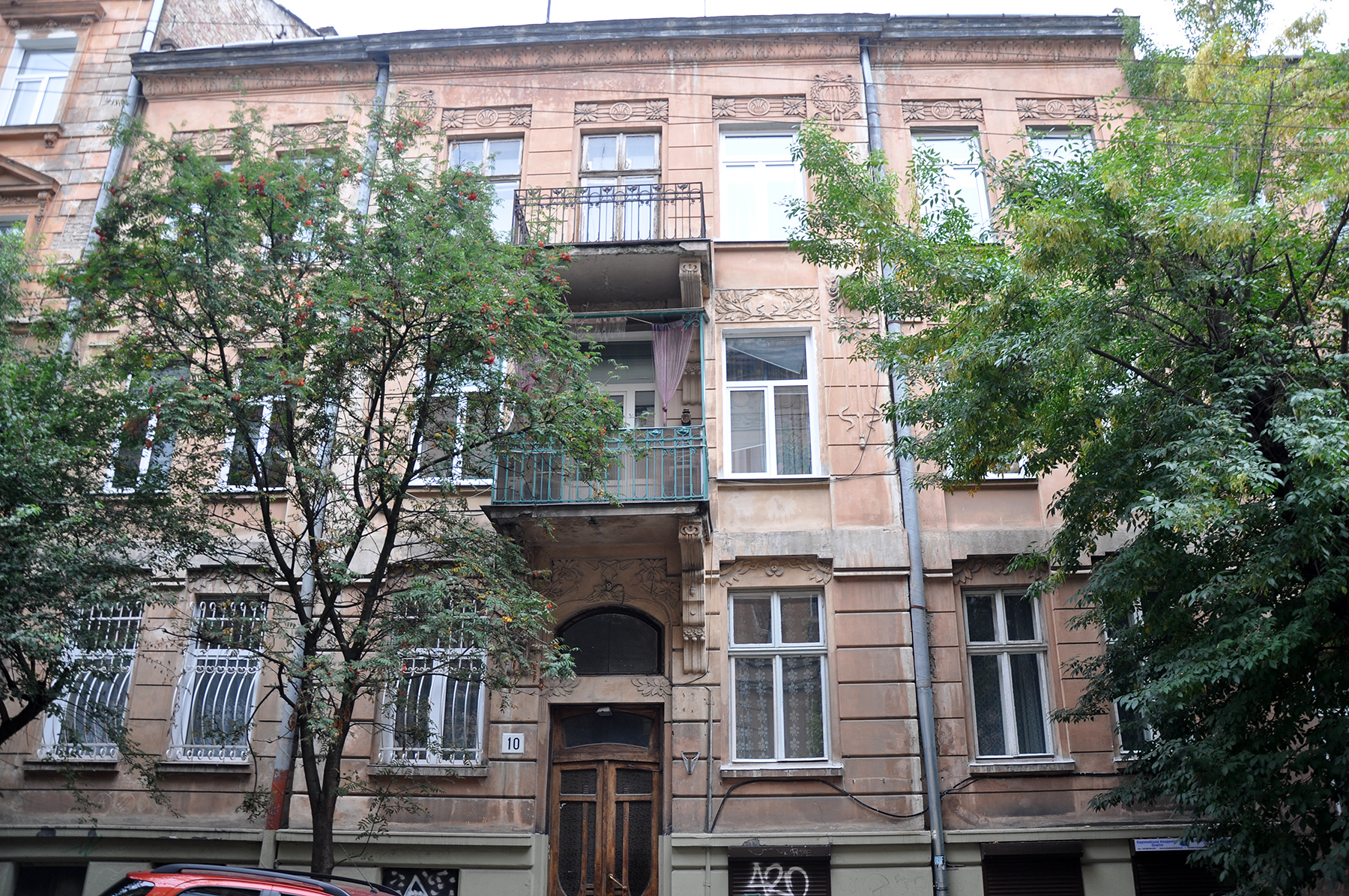
Будинок № 10
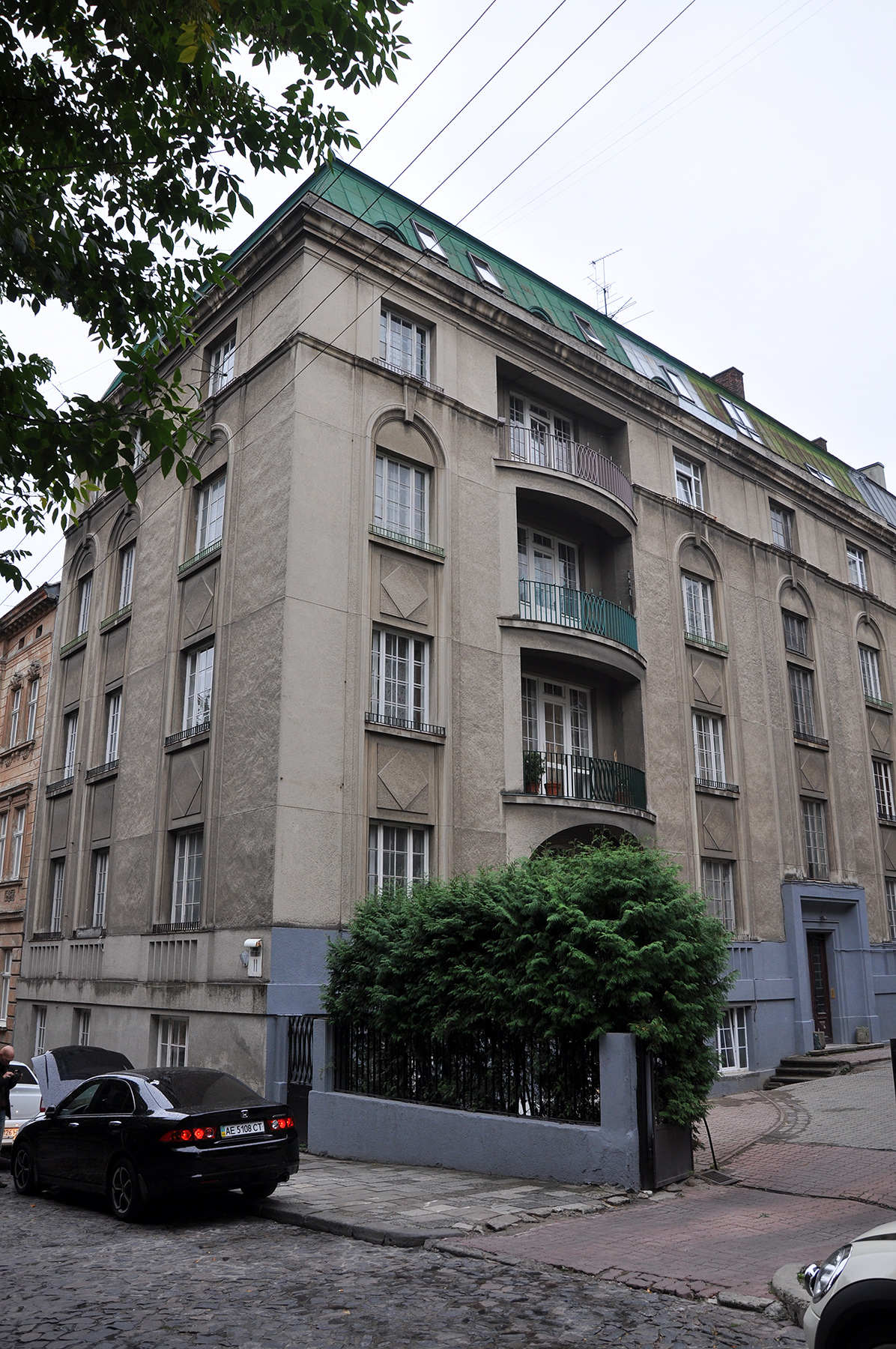
Будинок № 11
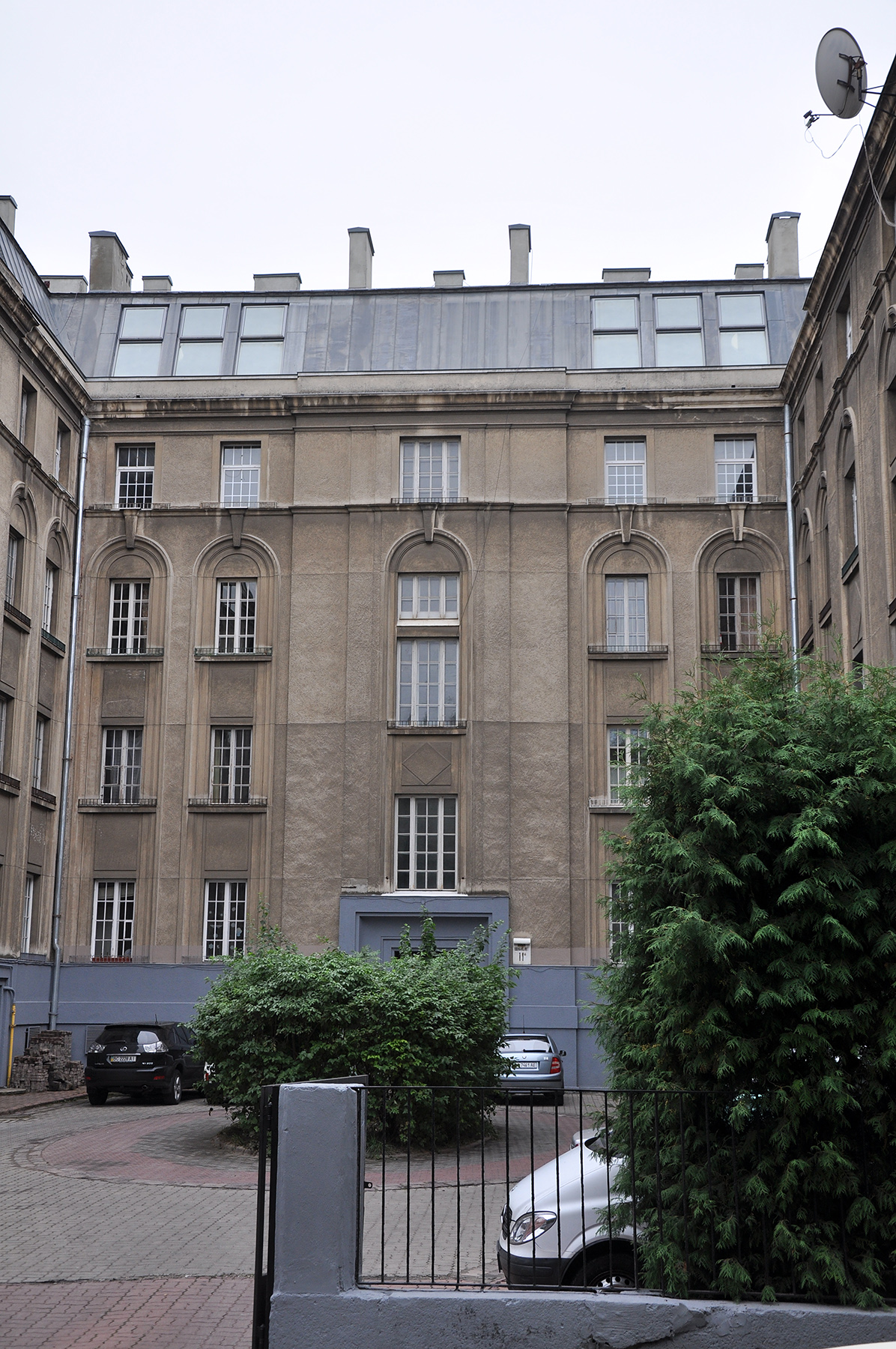
Будинок № 11a
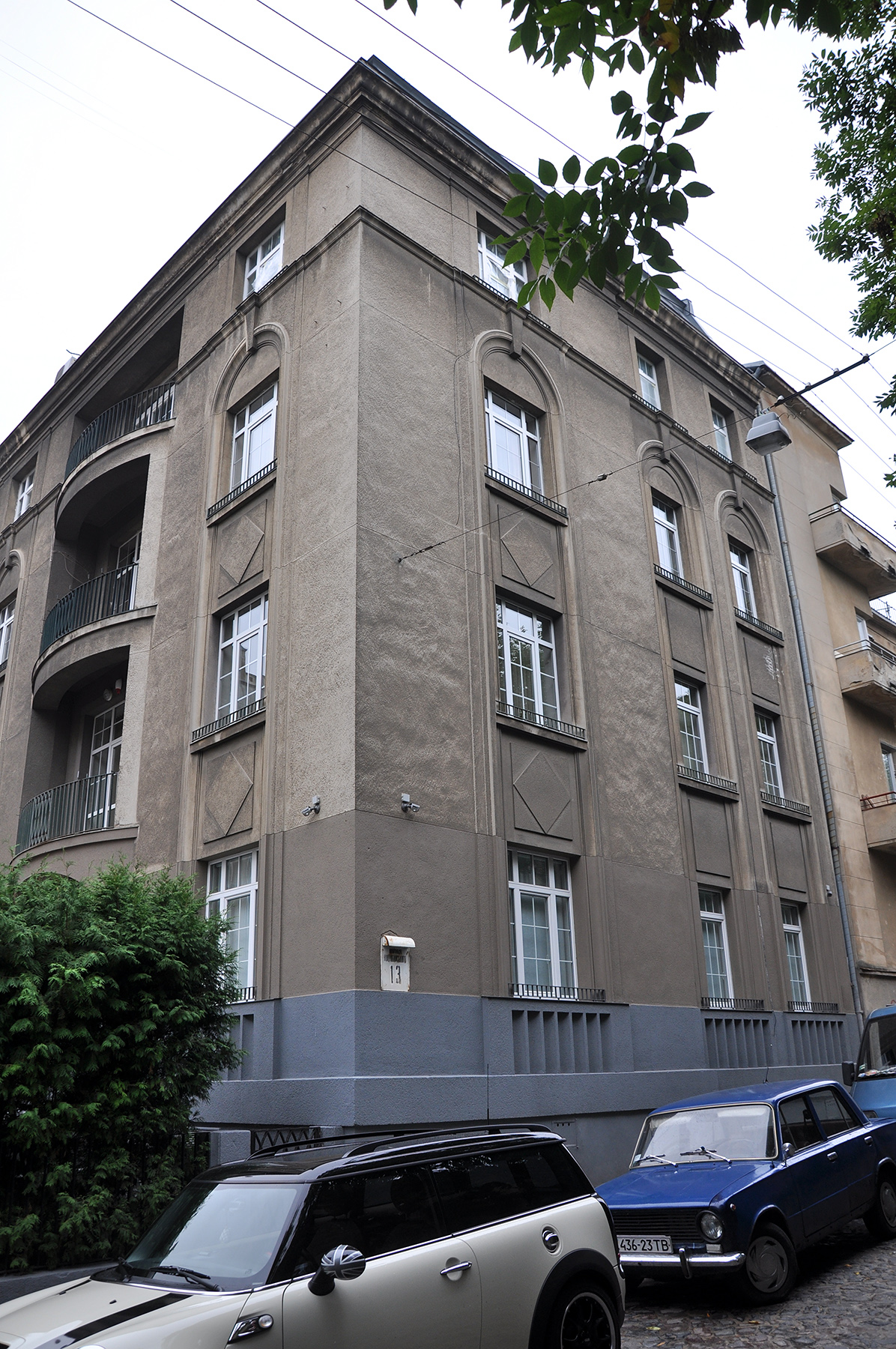
Будинок № 13
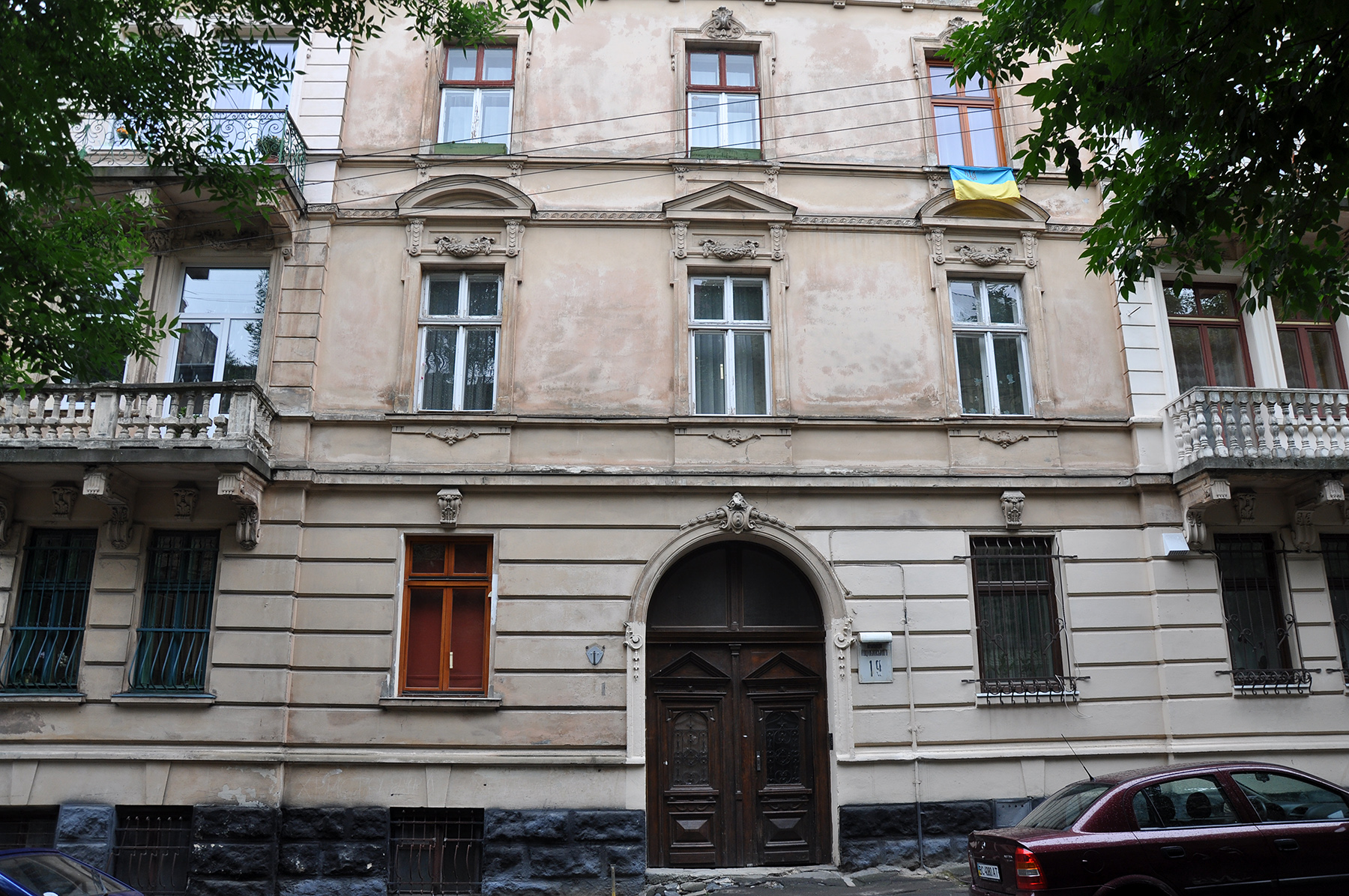
Будинок № 19
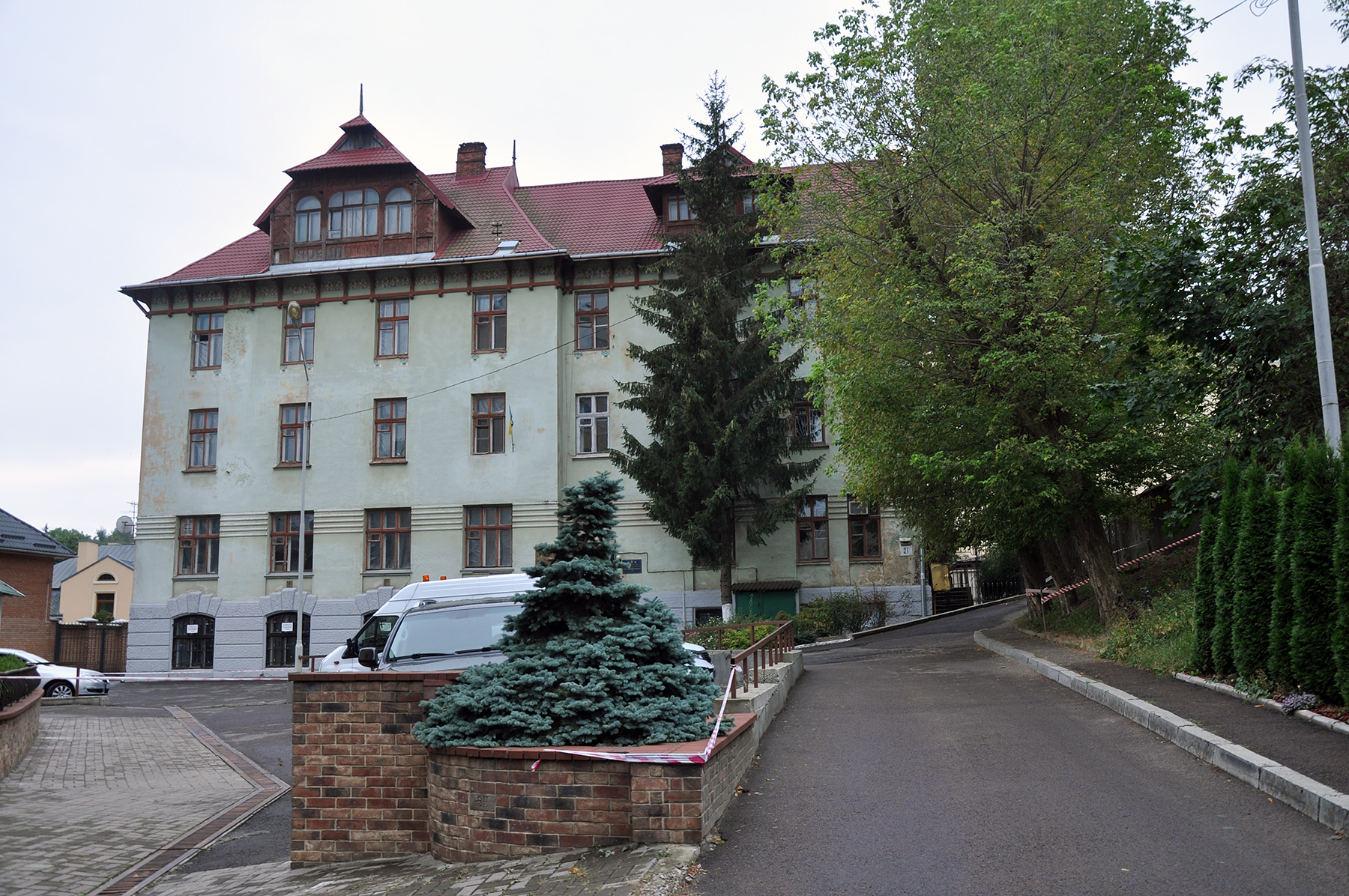
Будинок № 21
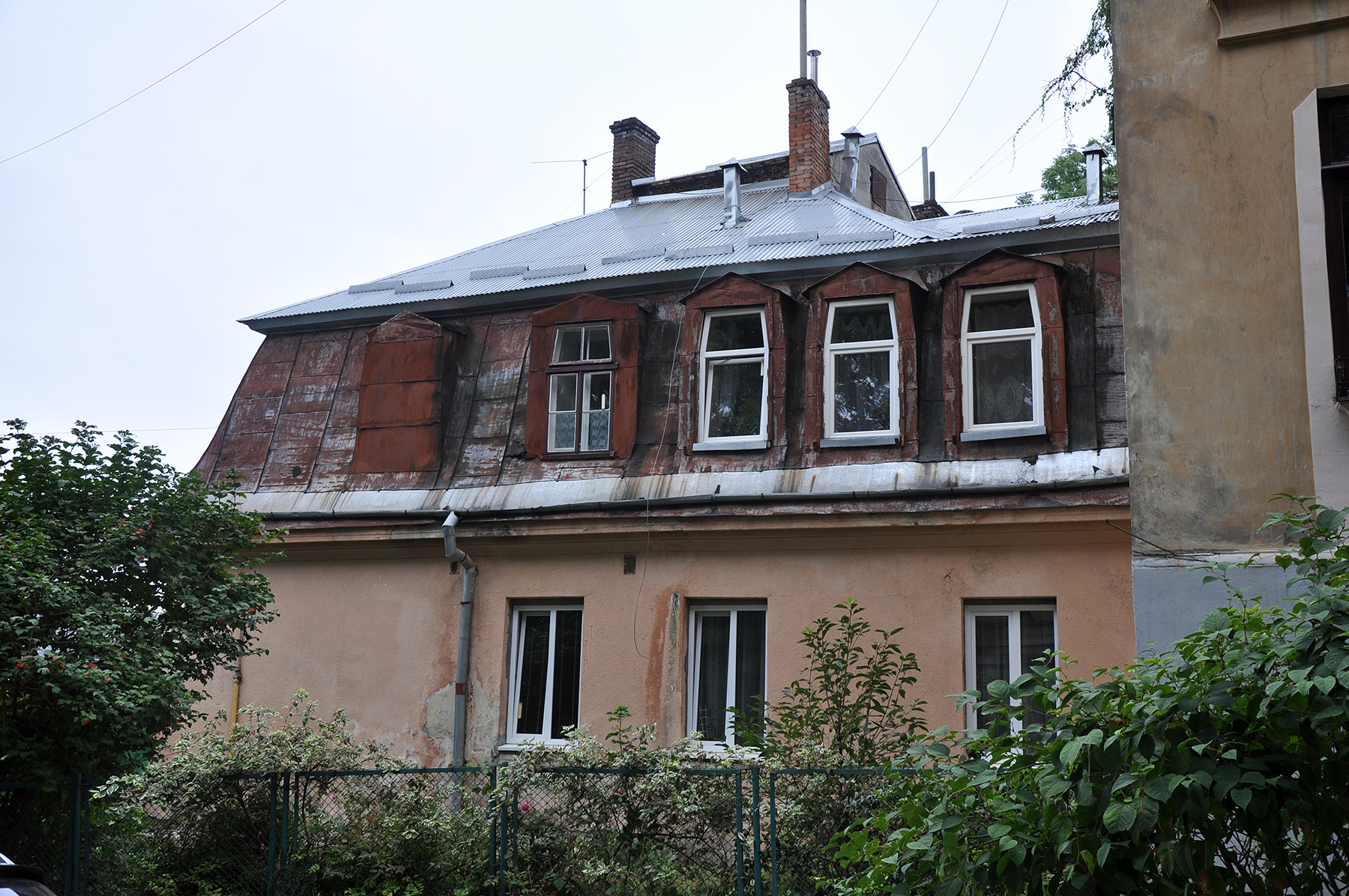
Будинок № 23
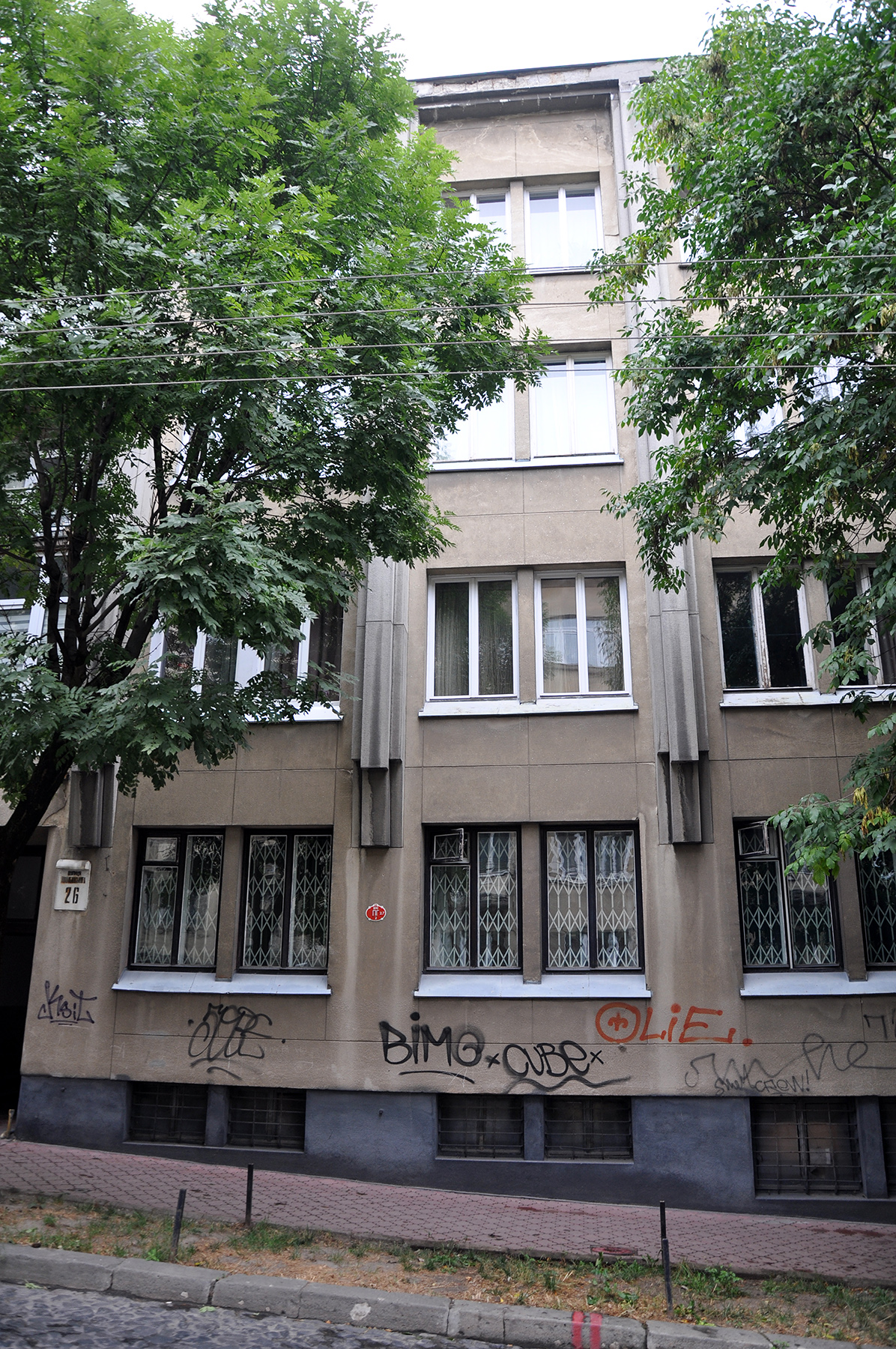
Будинок № 26